# فرنسيس بي. واي
فرنسيس بي. واي (بالإنجليزية: Francis B. Wai)‏ هو عسكري أمريكي، ولد في 14 أبريل 1917 في هونولولو في الولايات المتحدة، وتوفي في 20 أكتوبر 1944 في مقاطعة ليتة في الفلبين.